# 管理栄養士養成施設
管理栄養士養成施設（かんりえいようしようせいしせつ）は管理栄養士の養成施設。管理栄養士学校とも呼ばれる。指定された科目を全て勉強して卒業すると、栄養士資格と管理栄養士国家試験受験資格（実務経験免除）の両方を取得できる。
全て、4年制の専門学校か四年制大学のどちらかである。四年制大学の場合、栄養学部や家政学部などに設置されていることが多い。なお、学科の「管理栄養士学科」は管理栄養士養成を主とした大学の学科である。以前は女子大が多かったが、最近は校名を変更して共学化するケースが増え、現在は男性への門戸が広くなった。
共学校の大学は、徳島大学医学部医科栄養学科をはじめ、医療系の学部の中の一学科として他の医療系学科に併設されて設置されている大学が多い。徳島大学のほか、名寄市立大学・青森県立保健大学・千葉県立保健医療大学・神奈川県立保健福祉大学・天使大学・東京医療保健大学・城西大学・帝京平成大学など。ただし、東京農業大学・盛岡大学・東京聖栄大学・茨城キリスト教大学など例外も多い。
四年制大学と四年制専門学校の違いは、卒業時に学士号が授与される(大学)・卒業時に高度専門士が授与される(専門学校)、という違いのみである。管理栄養士の勉強のための授業科目については、厚生労働省が設定した基準にもとづいて実施されているため、どちらも違いはない。
なお、下記の養成施設一覧は国公立、私立、専門学校の順で学校名の表記は五十音順とする。

## 養成施設

### 大学
2021年現在、大学である管理栄養士養成施設は、募集停止校を除き144校存在する。

#### 北海道
| 学校名           | 学部名       | 学科名       | 専攻・コース名   | 所在地       |
| ---------------- | ------------ | ------------ | ---------------- | ------------ |
| 名寄市立大学     | 保健福祉学部 | 栄養学科     |                  | 北海道名寄市 |
| 藤女子大学       | 人間生活学部 | 食物栄養学科 |                  | 北海道石狩市 |
| 天使大学         | 看護栄養学部 | 栄養学科     |                  | 北海道札幌市 |
| 酪農学園大学     | 農食環境学群 | 食と健康学類 | 管理栄養士コース | 北海道江別市 |
| 北海道文教大学   | 人間科学部   | 健康栄養学科 |                  | 北海道恵庭市 |
| 札幌保健医療大学 | 保健医療学部 | 栄養学科     |                  | 北海道札幌市 |

#### 東北地方
| 学校名               | 学部名       | 学科名       | 専攻・コース名 | 所在地       |
| -------------------- | ------------ | ------------ | -------------- | ------------ |
| 青森県立保健大学     | 健康科学部   | 栄養学科     |                | 青森県青森市 |
| 東北女子大学         | 家政学部     | 健康栄養学科 |                | 青森県弘前市 |
| 盛岡大学             | 栄養科学部   | 栄養科学科   |                | 岩手県滝沢市 |
| 尚絅学院大学         | 健康栄養学群 | 健康栄養学類 | 健康栄養学類   | 宮城県名取市 |
| 宮城学院女子大学     | 生活科学部   | 食品栄養学科 |                | 宮城県仙台市 |
| 仙台白百合女子大学   | 人間学部     | 健康栄養学科 | 管理栄養専攻   | 宮城県仙台市 |
| 東北生活文化大学     | 家政学部     | 家政学科     | 健康栄養学専攻 | 宮城県仙台市 |
| 山形県立米沢栄養大学 | 健康栄養学部 | 健康栄養学科 |                | 山形県米沢市 |
| 郡山女子大学         | 家政学部     | 食物栄養学科 |                | 福島県郡山市 |

#### 関東地方
| 学校名                 | 学部名             | 学科名         | 専攻・コース名 | 所在地             |
| ---------------------- | ------------------ | -------------- | -------------- | ------------------ |
| 茨城キリスト教大学     | 生活科学部         | 食物健康科学科 |                | 茨城県日立市       |
| 常磐大学               | 人間科学部         | 健康栄養学科   |                | 茨城県水戸市       |
| つくば国際大学         | 医療保健学部       | 保健栄養学科   |                | 茨城県土浦市       |
| 高崎健康福祉大学       | 健康福祉学部       | 健康栄養学科   |                | 群馬県高崎市       |
| 桐生大学               | 医療保健学部       | 栄養学科       |                | 群馬県みどり市     |
| 東洋大学               | 食環境科学部       | 健康栄養学科   |                | 群馬県邑楽郡板倉町 |
| 女子栄養大学           | 栄養学部           | 実践栄養学科   |                | 埼玉県坂戸市       |
| 城西大学               | 薬学部             | 医療栄養学科   |                | 埼玉県坂戸市       |
| 十文字学園女子大学     | 人間生活学部       | 食物栄養学科   |                | 埼玉県新座市       |
| 人間総合科学大学       | 人間科学部         | 健康栄養学科   |                | 埼玉県さいたま市   |
| 東都大学               | 管理栄養学部       | 管理栄養学科   |                | 埼玉県深谷市       |
| 千葉県立保健医療大学   | 健康科学部         | 栄養学科       |                | 千葉県千葉市       |
| 和洋女子大学           | 家政学部           | 健康栄養学科   |                | 千葉県市川市       |
| 聖徳大学               | 人間栄養学部       | 人間栄養学科   |                | 千葉県松戸市       |
| 淑徳大学               | 看護栄養学部       | 栄養学科       |                | 千葉県千葉市       |
| お茶の水女子大学       | 生活科学部         | 食物栄養学科   |                | 東京都文京区       |
| 大妻女子大学           | 家政学部           | 食物学科       | 管理栄養士専攻 | 東京都千代田区     |
| 共立女子大学           | 家政学部           | 食物栄養学科   | 管理栄養士専攻 | 東京都千代田区     |
| 実践女子大学           | 生活科学部         | 食生活科学科   | 管理栄養士専攻 | 東京都日野市       |
| 東京家政大学           | 家政学部           | 栄養学科       | 管理栄養士専攻 | 東京都板橋区       |
| 東京家政学院大学       | 人間栄養学部       | 人間栄養学科   |                | 東京都千代田区     |
| 東京農業大学           | 応用生物科学部     | 栄養科学科     |                | 東京都世田谷区     |
| 日本女子大学           | 家政学部           | 食物学科       | 管理栄養士専攻 | 東京都文京区       |
| 昭和女子大学           | 生活科学部         | 管理栄養学科   |                | 東京都世田谷区     |
| 東京聖栄大学           | 健康栄養学部       | 管理栄養学科   |                | 東京都葛飾区       |
| 東京医療保健大学       | 医療保健学部       | 医療栄養学科   |                | 東京都世田谷区     |
| 帝京平成大学           | 健康メディカル学部 | 健康栄養学科   |                | 東京都豊島区       |
| 駒沢女子大学           | 人間健康学部       | 健康栄養学科   |                | 東京都稲城市       |
| 神奈川県立保健福祉大学 | 保健福祉学部       | 栄養学科       |                | 神奈川県横須賀市   |
| 鎌倉女子大学           | 家政学部           | 管理栄養学科   |                | 神奈川県鎌倉市     |
| 相模女子大学           | 栄養科学部         | 管理栄養学科   |                | 神奈川県相模原市   |
| 関東学院大学           | 栄養学部           | 管理栄養学科   |                | 神奈川県横浜市     |
| 文教大学               | 健康栄養学部       | 管理栄養学科   |                | 神奈川県茅ヶ崎市   |
| 神奈川工科大学         | 健康医療科学部     | 管理栄養学科   |                | 神奈川県厚木市     |

#### 中部地方
| 学校名           | 学部名               | 学科名         | 専攻・コース名   | 所在地         |
| ---------------- | -------------------- | -------------- | ---------------- | -------------- |
| 新潟県立大学     | 人間生活学部         | 健康栄養学科   |                  | 新潟県新潟市   |
| 新潟医療福祉大学 | 健康科学部           | 健康栄養学科   |                  | 新潟県新潟市   |
| 金沢学院大学     | 栄養学部             | 栄養学科       |                  | 石川県金沢市   |
| 仁愛大学         | 人間生活学部         | 健康栄養学科   |                  | 福井県越前市   |
| 山梨学院大学     | 健康栄養学部         | 管理栄養学科   |                  | 山梨県甲府市   |
| 長野県立大学     | 健康発達学部         | 食健康学科     |                  | 長野県長野市   |
| 松本大学         | 人間健康学部         | 健康栄養学科   |                  | 長野県松本市   |
| 岐阜女子大学     | 家政学部             | 健康栄養学科   |                  | 岐阜県岐阜市   |
| 東海学院大学     | 健康福祉学部         | 管理栄養学科   |                  | 岐阜県各務原市 |
| 静岡県立大学     | 食品栄養科学部       | 栄養生命科学科 |                  | 静岡県静岡市   |
| 常葉大学         | 健康プロデュース学部 | 健康栄養学科   |                  | 静岡県浜松市   |
| 名古屋女子大学   | 健康科学部           | 健康栄養学科   |                  | 愛知県名古屋市 |
| 名古屋学芸大学   | 管理栄養学部         | 管理栄養学科   |                  | 愛知県日進市   |
| 椙山女学園大学   | 生活科学部           | 管理栄養学科   |                  | 愛知県名古屋市 |
| 愛知学泉大学     | 家政学部             | 管理栄養学科   |                  | 愛知県岡崎市   |
| 金城学院大学     | 生活環境学部         | 食環境栄養学科 |                  | 愛知県名古屋市 |
| 至学館大学       | 健康科学部           | 栄養科学科     |                  | 愛知県大府市   |
| 名古屋文理大学   | 健康生活学部         | 健康栄養学科   |                  | 愛知県稲沢市   |
| 東海学園大学     | 健康栄養学部         | 管理栄養学科   |                  | 愛知県名古屋市 |
| 名古屋経済大学   | 人間生活科学部       | 管理栄養学科   |                  | 愛知県犬山市   |
| 修文大学         | 健康栄養学部         | 管理栄養学科   |                  | 愛知県一宮市   |
| 愛知学院大学     | 心身科学部           | 健康栄養学科   |                  | 愛知県日進市   |
| 中部大学         | 応用生物学部         | 食品栄養科学科 | 管理栄養科学専攻 | 愛知県春日井市 |
| 愛知淑徳大学     | 健康医療科学部       | 健康栄養学科   |                  | 愛知県長久手市 |

#### 近畿地方
| 学校名               | 学部名         | 学科名                     | 専攻・コース名 | 所在地               |
| -------------------- | -------------- | -------------------------- | -------------- | -------------------- |
| 鈴鹿医療科学大学     | 保健衛生学部   | 医療栄養学科               | 管理栄養学専攻 | 三重県鈴鹿市         |
| 滋賀県立大学         | 人間文化学部   | 生活栄養学科               |                | 滋賀県彦根市         |
| 龍谷大学             | 農学部         | 食品栄養学科               |                | 滋賀県大津市         |
| 京都府立大学         | 生命環境学部   | 食保健学科                 |                | 京都府京都市         |
| 同志社女子大学       | 生活科学部     | 食物栄養科学科             | 管理栄養士専攻 | 京都府京都市         |
| 京都女子大学         | 家政学部       | 食物栄養学科               |                | 京都府京都市         |
| 京都光華女子大学     | 健康科学部     | 健康栄養学科               | 管理栄養士専攻 | 京都府京都市         |
| 京都華頂大学         | 現代家政学部   | 食物栄養学科               |                | 京都府京都市         |
| 大阪市立大学         | 生活科学部     | 食品栄養科学科             |                | 大阪府大阪市         |
| 大阪府立大学         | 地域保健学域   | 総合リハビリテーション学類 | 栄養療法学専攻 | 大阪府羽曳野市       |
| 大阪樟蔭女子大学     | 健康栄養学部   | 健康栄養学科               | 管理栄養士専攻 | 大阪府東大阪市       |
| 相愛大学             | 人間発達学部   | 発達栄養学科               |                | 大阪府大阪市         |
| 大阪青山大学         | 健康科学部     | 健康栄養学科               |                | 大阪府箕面市         |
| 千里金蘭大学         | 生活科学部     | 食物栄養学科               |                | 大阪府吹田市         |
| 関西福祉科学大学     | 健康福祉学部   | 福祉栄養学科               |                | 大阪府柏原市         |
| 羽衣国際大学         | 人間生活学部   | 食物栄養学科               |                | 大阪府堺市           |
| 帝塚山学院大学       | 人間科学部     | 食物栄養学科               | 管理栄養士課程 | 大阪府堺市           |
| 摂南大学             | 農学部         | 食品栄養学科               |                | 大阪府枚方市         |
| 大手前大学           | 健康栄養学部   | 管理栄養学科               |                | 大阪府大阪市         |
| 梅花女子大学         | 食文化学部     | 管理栄養学科               |                | 大阪府茨木市         |
| 兵庫県立大学         | 環境人間学部   | 環境人間学科               | 食環境栄養課程 | 兵庫県姫路市         |
| 武庫川女子大学       | 食物栄養科学部 | 食物栄養学科               |                | 兵庫県西宮市         |
| 神戸女子大学         | 家政学部       | 管理栄養士養成課程         |                | 兵庫県神戸市         |
| 兵庫大学             | 健康科学部     | 栄養マネジメント学科       |                | 兵庫県加古川市       |
| 園田学園女子大学     | 人間健康学部   | 食物栄養学科               |                | 兵庫県尼崎市         |
| 甲子園大学           | 栄養学部       | 栄養学科                   |                | 兵庫県宝塚市         |
| 神戸学院大学         | 栄養学部       | 栄養学科                   | 管理栄養学専攻 | 兵庫県神戸市         |
| 神戸松蔭女子学院大学 | 人間科学部     | 食物栄養学科               |                | 兵庫県神戸市         |
| 甲南女子大学         | 医療栄養学部   | 医療栄養学科               |                | 兵庫県神戸市         |
| 奈良女子大学         | 生活環境学部   | 食物栄養学科               |                | 奈良県奈良市         |
| 帝塚山大学           | 現代生活学部   | 食物栄養学科               |                | 奈良県奈良市         |
| 近畿大学             | 農学部         | 食品栄養学科               |                | 奈良県奈良市         |
| 畿央大学             | 健康科学部     | 健康栄養学科               |                | 奈良県北葛城郡広陵町 |

#### 中国地方
| 学校名                   | 学部名       | 学科名         | 専攻・コース名 | 所在地       |
| ------------------------ | ------------ | -------------- | -------------- | ------------ |
| 島根県立大学             | 看護栄養学部 | 健康栄養学科   |                | 島根県出雲市 |
| 岡山県立大学             | 保健福祉学部 | 栄養学科       |                | 岡山県総社市 |
| ノートルダム清心女子大学 | 人間生活学部 | 食品栄養学科   |                | 岡山県岡山市 |
| 川崎医療福祉大学         | 医療技術学部 | 臨床栄養学科   |                | 岡山県倉敷市 |
| 中国学園大学             | 現代生活学部 | 人間栄養学科   |                | 岡山県岡山市 |
| 美作大学                 | 生活科学部   | 食物学科       |                | 岡山県津山市 |
| 岡山学院大学             | 人間生活学部 | 食物栄養学科   |                | 岡山県倉敷市 |
| くらしき作陽大学         | 食文化学部   | 栄養学科       |                | 岡山県倉敷市 |
| 県立広島大学             | 地域創生学部 | 地域創生学科   | 健康科学コース | 広島県広島市 |
| 福山大学                 | 生命工学部   | 生命栄養科学科 |                | 広島県福山市 |
| 安田女子大学             | 家政学部     | 管理栄養学科   |                | 広島県広島市 |
| 広島文教大学             | 人間科学部   | 人間栄養学科   |                | 広島県広島市 |
| 広島女学院大学           | 人間生活学部 | 管理栄養学科   |                | 広島県広島市 |
| 比治山大学               | 健康栄養学部 | 管理栄養学科   |                | 広島県広島市 |
| 広島国際大学             | 健康科学部   | 医療栄養学科   |                | 広島県呉市   |
| 広島修道大学             | 健康科学部   | 健康栄養学科   |                | 広島県広島市 |
| 山口県立大学             | 看護栄養学部 | 栄養学科       |                | 山口県山口市 |
| 東亜大学                 | 医療学部     | 健康栄養学科   | 管理栄養士専攻 | 山口県下関市 |

#### 四国地方
| 学校名       | 学部名       | 学科名             | 専攻・コース名 | 所在地       |
| ------------ | ------------ | ------------------ | -------------- | ------------ |
| 徳島大学     | 医学部       | 医科栄養学科       |                | 徳島県徳島市 |
| 徳島文理大学 | 人間生活学部 | 食物栄養学科       |                | 徳島県徳島市 |
| 四国大学     | 生活科学部   | 管理栄養士養成課程 |                | 徳島県徳島市 |
| 高知県立大学 | 健康栄養学部 | 健康栄養学科       |                | 高知県高知市 |
| 高知学園大学 | 健康科学部   | 管理栄養学科       |                | 高知県高知市 |

#### 九州・沖縄地方
| 学校名             | 学部名         | 学科名         | 専攻・コース名   | 所在地               |
| ------------------ | -------------- | -------------- | ---------------- | -------------------- |
| 福岡女子大学       | 国際文理学部   | 食・健康学科   |                  | 福岡県福岡市         |
| 九州女子大学       | 家政学部       | 栄養学科       |                  | 福岡県北九州市       |
| 中村学園大学       | 栄養科学部     | 栄養科学科     |                  | 福岡県福岡市         |
| 九州栄養福祉大学   | 食物栄養学部   | 食物栄養学科   |                  | 福岡県北九州市       |
| 西南女学院大学     | 保健福祉学部   | 栄養学科       |                  | 福岡県北九州市       |
| 西九州大学         | 健康栄養学部   | 健康栄養学科   |                  | 佐賀県神埼市         |
| 長崎県立大学       | 看護栄養学部   | 栄養健康学科   |                  | 長崎県西彼杵郡長与町 |
| 長崎国際大学       | 健康管理学部   | 健康栄養学科   |                  | 長崎県佐世保市       |
| 活水女子大学       | 健康生活学部   | 食生活健康学科 |                  | 長崎県長崎市         |
| 熊本県立大学       | 環境共生学部   | 環境共生学科   | 食健康環境学専攻 | 熊本県熊本市         |
| 尚絅大学           | 生活科学部     | 栄養科学科     |                  | 熊本県熊本市         |
| 別府大学           | 食物栄養科学部 | 食物栄養学科   |                  | 大分県別府市         |
| 南九州大学         | 健康栄養学部   | 管理栄養学科   |                  | 宮崎県宮崎市         |
| 鹿児島純心女子大学 | 看護栄養学部   | 健康栄養学科   |                  | 鹿児島県薩摩川内市   |
| 沖縄大学           | 健康栄養学部   | 管理栄養学科   |                  | 沖縄県那覇市         |

### 専門学校
2021年現在、専修学校、または各種学校である管理栄養士養成施設は、募集停止校を除き7校存在する。
| 学校名                       | 学科名         | 専攻・コース名 | 修業年限 | 所在地         |
| ---------------------------- | -------------- | -------------- | -------- | -------------- |
| 晃陽看護栄養専門学校         | 管理栄養士学科 |                | 4年制    | 茨城県古河市   |
| 吉祥寺二葉栄養調理専門職学校 | 管理栄養士科   |                | 4年制    | 東京都武蔵野市 |
| 東京栄養食糧専門学校         | 管理栄養士科   |                | 4年制    | 東京都世田谷区 |
| 華学園栄養専門学校           | 管理栄養士科   |                | 4年制    | 東京都台東区   |
| 北里大学保健衛生専門学院     | 管理栄養科     |                | 4年制    | 新潟県南魚沼市 |
| 北陸食育フードカレッジ       | 管理栄養士学科 |                | 4年制    | 新潟県長岡市   |
| 京都栄養医療専門学校         | 管理栄養士科   |                | 4年制    | 京都府京都市   |